# USS J. Richard Ward (DE-243)
USS J. Richard Ward (DE-243) là một tàu hộ tống khu trục lớp Edsall từng phục vụ cùng Hải quân Hoa Kỳ trong Chiến tranh Thế giới thứ hai. Nó là chiếc tàu chiến duy nhất của Hải quân Hoa Kỳ được đặt cái tên này, theo tên thủy thủ James Richard Ward (1921-1941), người phục vụ trên thiết giáp hạm Oklahoma (BB-37), đã tử trận trong cuộc Tấn công Trân Châu Cảng ngày 7 tháng 12, 1941 và được truy tặng Huân chương Danh dự. Nó đã phục vụ cho đến khi chiến tranh kết thúc, xuất biên chế năm 1946, rồi cuối cùng bị bán để tháo dỡ vào năm 1972.

## Thiết kế và chế tạo
Lớp Edsall có thiết kế hầu như tương tự với lớp Cannon dẫn trước; khác biệt chủ yếu là ở hệ thống động lực Kiểu FMR do được trang bị động cơ diesel Fairbanks-Morse dẫn động qua hộp số giảm tốc đến trục chân vịt. Đây là cấu hình động cơ được áp dụng rộng rãi trên tàu ngầm, được chứng tỏ là có độ tin cậy cao hơn so với lớp Cannon.
Vũ khí trang bị bao gồm ba pháo 3 in (76 mm)/50 cal trên tháp pháo nòng đơn có thể đối hạm hoặc phòng không, một khẩu đội pháo phòng không Bofors 40 mm nòng đôi và tám pháo phòng không Oerlikon 20 mm. Vũ khí chống ngầm bao gồm một dàn súng cối chống tàu ngầm Hedgehog Mk. 10 (có 24 nòng và mang theo 144 quả đạn); hai đường ray Mk. 9 và tám máy phóng K3 Mk. 6 để thả mìn sâu. Con tàu vẫn giữ lại ba ống phóng ngư lôi Mark 15 21 inch (533 mm), và được trang bị radar SC dò tìm không trung và mặt biển. Thủy thủ đoàn đầy đủ bao gồm 186 sĩ quan và thủy thủ.
J. Richard Ward được đặt lườn tại xưởng tàu của hãng Brown Shipbuilding, ở Houston, Texas vào ngày 30 tháng 9, 1942. Nó được hạ thủy vào ngày 6 tháng 1, 1943, được đỡ đầu bởi cô Marjorie Ward, em gái thủy thủ Ward, và nhập biên chế cùng Hải quân Hoa Kỳ vào ngày 5 tháng 7, 1943 dưới quyền chỉ huy của Hạm trưởng, Đại úy Hải quân Thomas S. Dunstan.

## Lịch sử hoạt động
Sau khi hoàn tất việc chạy thử máy huấn luyện tại khu vực Bermuda, J. Richard Ward đi đến Charleston, South Carolina vào ngày 1 tháng 9, 1943, nơi nó gia nhập một đoàn tàu vận tải cho hành trình vượt Đại Tây Dương để hướng sang Bắc Phi. Trong những tháng tiếp theo, con tàu thực hiện ba chuyến hộ tống vận tải khứ hồi giữa Norfolk, Virginia và Gibraltar. Sau khi thực hành huấn luyện vào tháng 3, 1944, nó gia nhập một đội đặc nhiệm tìm-diệt tàu ngầm được hình thành chung quanh tàu sân bay hộ tống Tripoli (CVE-64). Rời New York vào ngày 15 tháng 3, đội đặc nhiệm hoạt động tuần tra dọc theo các tuyến hàng hải tại khu vực Nam Đại Tây Dương giữa Brazil và quần đảo Cape Verde, nhằm truy tìm tàu ngầm U-boat Đức. Họ không tìm thấy đối thủ, và đội đặc nhiệm quay trở về New York vào ngày 18 tháng 6.
Đi đến Norfolk vào tháng 7, J. Richard Ward đảm trách vai trò một tàu huấn luyện cho đến tháng 8, khi nó lại được điều động vào một đội đặc nhiệm chống tàu ngầm khác, lần này do tàu sân bay hộ tống Core (CVE-13) dẫn đầu. Đội đặc nhiệm lên đường vào ngày 8 tháng 8, và sau một lượt huấn luyện ngoài khơi đã bắt đầu tuần tra tại khu vực Bắc Đại Tây Dương, nhiều lần phát hiện tín hiệu sonar của tàu ngầm đối phương trong tháng 8. Đơn vị được tiếp nhiên liệu tại Argentia, Newfoundland trước khi tiếp tục chuyến tuần tra, rồi quay trở về New York vào ngày 9 tháng 10.
Trong gia đoàn từ tháng 10, 1944 đến tháng 1, 1945, J. Richard Ward phục vụ canh phòng máy bay cho hoạt động huấn luyện phi công của các tàu sân bay. Nó quay trở lại nhiệm vụ tuần tra chống tàu ngầm vào ngày 24 tháng 1, hoạt động tại vùng biển Bắc Đại Tây Dương đầy sóng gió, và quay trở về cảng vào ngày 28 tháng 3. Con tàu đang trong chuyến đi cuối cùng tại Đại Tây Dương khi chiến tranh kết thúc tại Châu Âu, và nó quay trở về New York vào ngày 11 tháng 5.
Sau khi được hiện đại hóa tại Xưởng hải quân Boston, J. Richard Ward chuẩn bị để được điều động sang khu vực Mặt trận Thái Bình Dương. Nó khởi hành vào ngày 28 tháng 6, tiến hành huấn luyện ôn tập tại vùng biển Caribe trước khi băng qua kênh đào Panama để hướng đến khu vực quần đảo Hawaii. Tuy nhiên, lúc đang trên đường đi, Nhật Bản chấp nhận đầu hàng vào ngày 15 tháng 8, giúp chấm dứt vĩnh viễn cuộc xung đột. Sau khi đi đến Trân Châu Cảng vào ngày 1 tháng 9, nó phục vụ cho việc huấn luyện phi công của tàu sân bay hộ tống Tripoli (CVE-64).
J. Richard Ward quay trở về San Diego, California vào ngày 17 tháng 10. Nó tiếp tục hành trình quay về vùng bờ Đông, đi qua kênh đào Panama và ghé đến Norfolk trước khi được chuyển đến Green Cove Springs, Florida vào ngày 13 tháng 12, 1945. Con tàu được cho xuất biên chế tại đây vào ngày 13 tháng 6, 1946, và được đưa về Hạm đội Dự bị Đại Tây Dương. Tên nó được cho rút khỏi danh sách Đăng bạ Hải quân vào ngày 2 tháng 1, 1971, và nó bị bán để tháo dỡ vào ngày 10 tháng 4, 1972.

## Phần thưởng
Nguồn: Navsource Naval History
| Bronze star |

| Huân chương Chiến dịch Hoa Kỳ với 1 Ngôi sao Chiến trận | Huân chương Chiến thắng Thế Chiến II |